# Pallacanestro ai XVII Giochi panamericani
I tornei di pallacanestro ai XVII Giochi panamericani si svolgono dal 16 al 25 luglio 2015 al Ryerson Athletic Centre di Toronto. Otto squadre maschili e altrettante femminili competono nei rispettivi tornei.

## Calendario
| P | Preliminari | S | Semifinali | F | Finali |

| Evento↓/Data → | Gio 16 | Ven 17 | Sab 18 | Dom 19 | Lun 20 | Mar 21 | Mer 22 | Gio 23 | Ven 24 | Sab 25 |
| -------------- | ------ | ------ | ------ | ------ | ------ | ------ | ------ | ------ | ------ | ------ |
| Uomini         |        |        |        |        |        | P      | P      | P      | S      | F      |
| Donne          | P      | P      | P      | S      | F      |        |        |        |        |        |

## Podi
| Evento                      | Oro     | Argento     | Bronzo      |
| Torneo maschile (dettagli)  | Brasile | Canada      | Stati Uniti |
| Torneo femminile (dettagli) | Canada  | Stati Uniti | Cuba        |

## Qualificazioni

### Uomini
| Evento                                                   | Data              | Luogo          | Posti | Qualificate                        |
| -------------------------------------------------------- | ----------------- | -------------- | ----- | ---------------------------------- |
| Paese ospitante                                          |                   |                | 1     | Canada                             |
| Qualificata automaticamente                              |                   |                | 1     | Stati Uniti                        |
| Campionato sudamericano maschile di pallacanestro 2014   | 23-28 luglio 2014 | Isla Margarita | 3     | Venezuela Argentina Brasile        |
| Campionato centramericano maschile di pallacanestro 2014 | 1–7 agosto 2014   | Tepic          | 3     | Messico Porto Rico Rep. Dominicana |
| Totale                                                   |                   |                | 8     |                                    |

### Donne
| Evento                                                    | Data                 | Luogo              | Posti | Qualificate                     |
| --------------------------------------------------------- | -------------------- | ------------------ | ----- | ------------------------------- |
| Paese ospitante                                           |                      |                    | 1     | Canada                          |
| Qualificate automaticamente                               |                      |                    | 1     | Stati Uniti                     |
| Campionato centramericano femminile di pallacanestro 2014 | 22–26 luglio 2014    | Messico (bandiera) | 3     | Cuba Porto Rico Rep. Dominicana |
| Campionato sudamericano femminile di pallacanestro 2014   | 11–28 settembre 2014 | Ambato             | 3     | Argentina Brasile Venezuela     |
| Totale                                                    |                      |                    | 8     |                                 |